# Oui mais... non
Singles de Mylène Farmer
Paradis inanimé (Live)
(2010) Bleu noir
(2011)
Oui mais... non est une chanson de Mylène Farmer, sortie en single le 11 octobre 2010 en version digitale et le 29 novembre 2010 en version physique, en tant que premier extrait de l’album Bleu noir.
C'est le premier album que Mylène Farmer sort sans la collaboration de Laurent Boutonnat, réalisant le disque avec Moby, le groupe Archive et RedOne. Ce dernier, qui a notamment collaboré aux tubes Poker Face et Bad Romance de la chanteuse américaine Lady Gaga, signe le titre Oui mais...non, une chanson très rythmée dont le texte est écrit par Mylène Farmer.
Le clip, réalisé par Chris Sweeney et chorégraphié par David Leighton, montre la chanteuse entourée d'une troupe de plusieurs danseurs et fait appel aux contrastes afin de symboliser l'amour et le désir.
Classé no 1 des ventes et des téléchargements, le titre Oui mais... non connaît un grand succès, devenant en seulement un mois le 6e single le plus vendu de l'année 2010.

## Contexte et écriture
En septembre 2010, deux ans après la sortie de l'album Point de suture et un an après sa tournée triomphale qui l'a menée à se produire deux soirs au stade de France, Mylène Farmer enregistre un duo avec Ben Harper sur Never Tear Us Apart (une reprise de INXS présente sur l'album Original Sin du groupe australien) et un autre avec Line Renaud sur C'est pas l'heure (un titre écrit par Mylène Farmer et composé par Laurent Boutonnat, présent sur l'album Rue Washington de cette dernière).
Quelques jours plus tard, Mylène Farmer annonce par surprise son retour avec un album qui sera réalisé pour la première fois de sa carrière sans Laurent Boutonnat, la chanteuse faisant appel à Moby, au groupe Archive et au producteur RedOne.

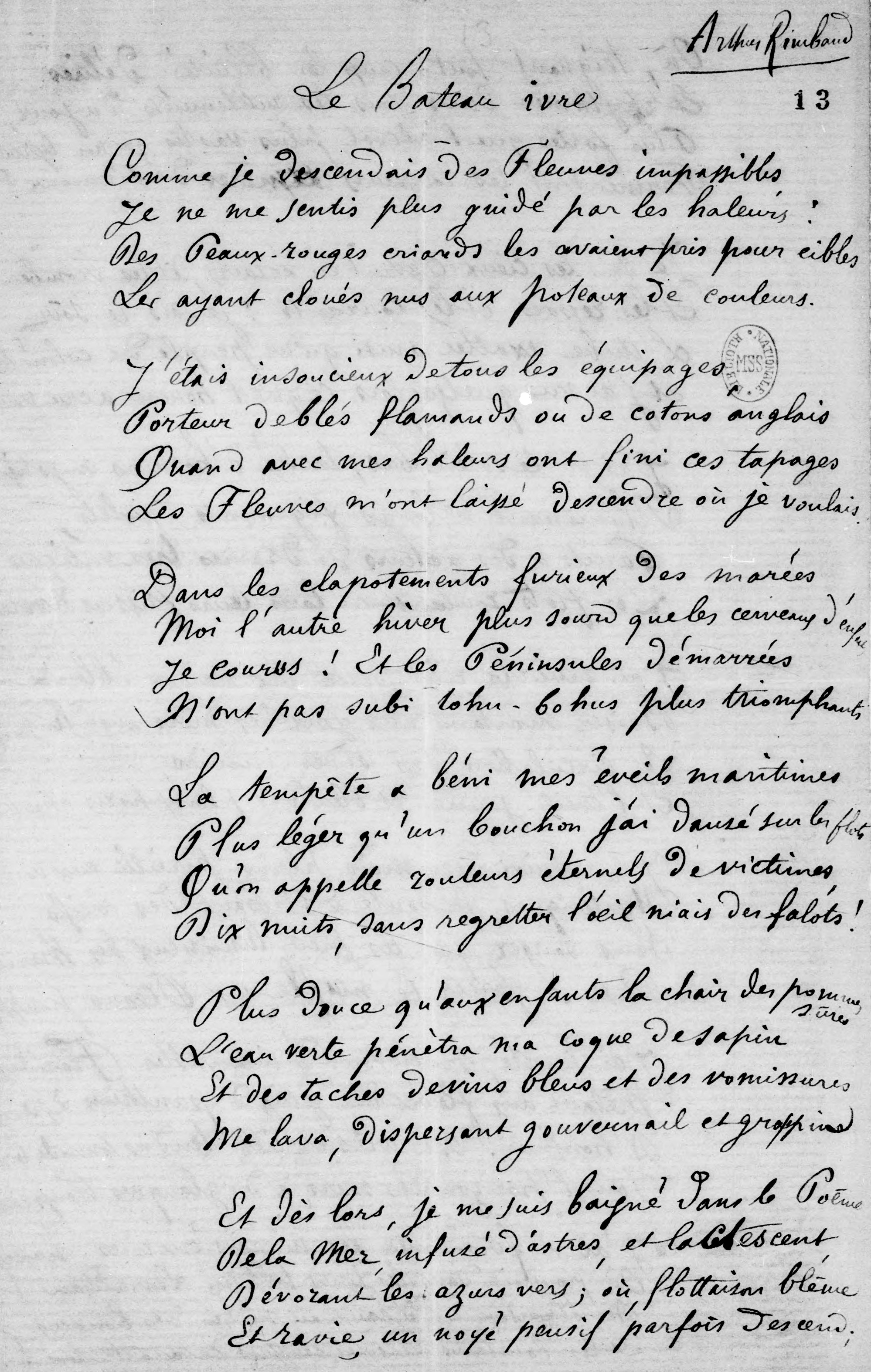
Dans son texte, Mylène Farmer évoque Le Bateau ivre d'Arthur Rimbaud.

En guise de premier extrait de cet album intitulé Bleu noir et dont la sortie est prévue pour le 6 décembre 2010, Mylène Farmer sort Oui mais... non, un titre très rythmé écrit par elle-même et composé par RedOne, qui a notamment collaboré aux tubes Poker Face et Bad Romance de la chanteuse américaine Lady Gaga.
Jouant avec les allitérations et les assonances tout au long du texte, comme dans les phrases « C'est peut-être chic, c'est l'ère du toc, pour l'authentique on traque du stock, du tac au tac changeons d'époque », « Dis-moi oui... mais non, ne dis plus jamais non », « L'amour, le loup est risque [...] L'amour, mon loup se risque » et « Et plus mon cœur sous X [...] Sans toi, mon corps sous X », Mylène Farmer fait notamment référence au poème intitulé Le Bateau ivre d'Arthur Rimbaud (« Tout pas, tout dit si la vie est gaie, tout va à l eau. Ô bateau ivre et joie de vivre me fait défaut ») et à la célèbre phrase Être ou ne pas être, issue de la pièce Hamlet de William Shakespeare (« Regarde-moi, être ou pas c'est n'être pas »).
Les paroles évoquent à la fois la fragilité de l'homme (« Destins fragiles et monde hostile, on devient fou », « Tout pas, tout dit ode à la vie, la mort compose. La nuit se couche, les yeux rougis, l'aube est morose »), le pouvoir de l'amour (« Ne voir que toi, rien qu'une fois, rend tout plus beau ») et l'importance de l'authenticité dans une période superficielle ("Être ou pas c'est n'être pas, C'est peut-être chic de faire du toc, Tac au tac c'est l'ère du toc.")
Le pont musical est interprété en anglais, jouant également sur les sonorités (« You baby boy, you baby love, you baby boy, love lolove... yo »).

## Sortie et accueil critique
Diffusé en radio à partir du 29 septembre 2010, le titre est disponible en téléchargement le 11 octobre 2010. Le CD single sort en version physique le 29 novembre 2010, tandis que les supports Maxis sortent la semaine suivante.
La pochette du single, présentant Mylène Farmer avec la mention Oui mais... non tatouée sur son décolleté, est signée par Hervé Lewis.

### Critiques
- « Un titre dansant, taillé pour les radios. » (Le Courrier de l'Ouest)[3]
- « Bien qu'elle bouscule les sonorités habituelles, la star préserve son style inimitable comme dans l'excellent Oui mais...non. » (Le Soir)[4]
- « Oui mais...non sonne mécanique et métallique. » (Le Monde)[5]
- « Un titre particulièrement efficace. » (What-Hifi)[6]
- « RedOne signe un nouvel élan musical pour Mylène Farmer qui garde néanmoins sa voix cristalline et sa plume léchée. » (Petit futé)[7]
- « Une vraie réussite. » (Le Soleil)[8]
- « Un titre à mille lieux des mélodies "boutonniennes" : punchy, incroyablement entêtant et construit assez simplement autour d'un synthé nineties, Oui mais...non est d'abord déroutant, tant l'association de la voix de Mylène Farmer et du synthé rétro surprend. Mais très rapidement, impossible de s'enlever le titre de la tête. »[9]
- « Une mélodie vite mémorisable, un rythme d'enfer. »[1]

## Vidéo-clip

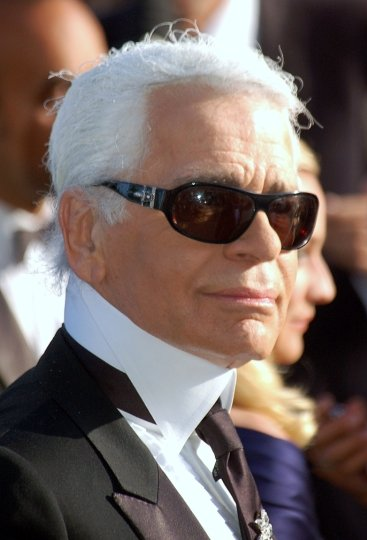
Dans ce clip, Mylène Farmer porte une tenue signée Karl Lagerfeld.

Réalisé par Chris Sweeney et chorégraphié par David Leighton, le clip a été tourné à Londres au début du mois de novembre 2010. Mylène Farmer porte une tenue en cuir noir de Karl Lagerfeld. Cyntia Lawrence-John signe le stylisme vestimentaire des danseurs, tandis que leurs coiffes sont créées par Charlie Le Mindu.

### Synopsis
Assise sur un fauteuil blanc au centre d'une grande salle blanche, Mylène Farmer est entourée de plusieurs danseurs qui évoluent autour d'elle.
Selon le journaliste Hugues Royer, le clip illustre le message de la chanson, rappelant la phrase du philosophe Hegel : « Le mouvement du désir est contradictoire ». Les contrastes sont d'ailleurs présents tout au long de la vidéo : les couleurs noires et blanches s'opposent, tout comme les éléments (la terre et l'eau) ou encore les représentations de chaque sexe : vêtues de combinaisons noires moulantes, les femmes incarnent le mystère et la séduction, tandis que les hommes, coiffés de très larges perruques comme des bicornes, représentent la force et l’énergie à l’état brut. Il suffit alors d'une seule étincelle pour que ces opposés se retrouvent, brisant la paroi de verre qui les sépare.
Mylène Farmer évolue ensuite sous des néons, ceux-ci symbolisant le désir comme moteur humain, de par leur chaleur et leur énergie.

### Sortie et accueil
Le clip est diffusé à partir du 16 novembre 2010. Il se classe n°1 des clips les plus diffusés en France durant 3 semaines.
- « Un nouveau clip sur les affrontements et les atermoiements amoureux, qui illustre bien les paroles de la chanson, évoquant autant les dangers de l'amour que son côté indispensable. »[11]
- « Un parti-pris très chorégraphique domine dans cette vidéo qui rompt avec les fresques gothiques auxquelles la Farmer nous avait habitué. »[12]
- « Un clip sans scénario mais qui est particulièrement esthétique. »[1]
- « Sobre et à la fois très travaillé, le clip confirme la nouvelle direction de Mylène Farmer. »[13]
- « L'ambiance est assez chirurgicale avec sa lumière blanche, très crue, qui peut effectivement rappeler celle du clip de Bad Romance de Lady Gaga, mais la comparaison s'arrête là : l'angle de la caméra, la perspective et la lumière blanche. »[14]

## Promotion
Mylène Farmer n'interprète Oui mais... non qu'une seule fois à la télévision, le 22 janvier 2011 lors des NRJ Music Awards sur TF1. Assise sur un fauteuil et entourée de danseurs, elle reprend les mêmes tenues et la même mise en scène que celle du clip.
La chanteuse était nommée dans la catégorie « Artiste féminine de l'année ». Ce prix sera finalement remporté par Jenifer, ce qui crée une grande polémique soupçonnant un trucage des votes afin de relancer les ventes de la jeune corse, caractérisée d'égérie de TF1 (celle-ci ayant vendu dix fois moins de disques que Mylène Farmer en 2010),.

## Classements hebdomadaires
La version numérique de la chanson se classe no 1 des téléchargements dès sa première semaine avec plus de 9 000 téléchargements.
Lors de sa sortie en physique, le titre se classe également no 1 des ventes, et le reste durant 3 semaines. Il figurera dans le Top 50 des meilleures ventes physiques durant 30 semaines, dont 12 semaines dans le Top 10.
En seulement un mois, il devient le 6e single le plus vendu de l'année 2010 en France.
| Classement (2010-2011)         | Meilleure position |
| ------------------------------ | ------------------ |
| Belgique - Wallonie (Ventes)   | 2                  |
| Belgique - Wallonie (Radios)   | 18                 |
| Belgique - Wallonie (Ultratip) | 1                  |
| France (Ventes)                | 1                  |
| France (Téléchargements)       | 1                  |
| France (Radios)                | 34                 |
| France (TV)                    | 1                  |
| France (Clubs)                 | 49                 |
| Québec                         | 43                 |
| Russie                         | 71                 |
| Suisse                         | 52                 |
| Suisse romande                 | 12                 |

## Liste des supports
| 1. | Oui mais... non                  | 4:19 |
| 2. | Oui mais... non (Version Chorus) | 4:19 |

| 1. | Oui mais... non                           | 4:19 |
| 2. | Oui mais oui... (Tomer G Club Remix)      | 6:16 |
| 3. | Non mais oui... (Jeremy Hills Club Remix) | 5:57 |
| 4. | Mais non... (Chew Fu Refix)               | 6:22 |
| 5. | Oui mais... (Klaas Mix Club Edit)         | 5:49 |

## Crédits
- Paroles : Mylène Farmer
- Musique : RedOne
- Réalisation, programmations et instruments : RedOne et Jimmy Joker
- Mixage : Trevor Muzzy
- Prises de son : Jérôme Devoise[32]

## Interprétations en concert
Le titre Oui mais... non a été interprété lors de la tournée Timeless 2013. Assise sur un fauteuil rappelant la mise en scène du clip, Mylène Farmer est entourée de six danseurs qui effectuent la chorégraphie de David Leighton. En arrière-plan, un écran géant diffuse les silhouettes des danseurs multipliées sur plusieurs étages.
La chanson a également été interprétée lors de la tournée des stades Nevermore 2023/2024.

## Albums et vidéos incluant le titre

### Albums de Mylène Farmer
| Année | Album         | Version                                     | Durée | Certifications de l'album        |
| 2010  | Bleu Noir,    | Version Album Instrumental (réédition 2021) | 4:19  | Diamant · Platine · Or · Platine |
| 2011  | 2001-2011     | Version Album                               | 4:19  | 2 × Platine · Or                 |
| 2013  | Timeless 2013 | Live 2013                                   | 4:36  | Platine · Or                     |
| 2020  | Histoires de  | Version Album                               | 4:19  | Platine                          |
| 2024  | Remix XL      | Mico C Remix                                | 5:03  |                                  |
| 2024  | Nevermore     | Live 2023                                   | 4:33  | Platine                          |

### Vidéos de Mylène Farmer
| Année | Vidéo                             | Version    | Durée | Certifications de la vidéo |
| 2014  | Timeless 2013                     | Live 2013  | 4:36  | Diamant                    |
| 2021  | Les clips - L'intégrale 1999-2020 | Vidéo-clip | 4:19  | -                          |
| 2024  | Nevermore                         | Live 2023  | 4:47  | Diamant                    |

## Reprises
La chanson Oui mais... non a été reprise par Les Enfoirés (Alizée et Christophe Willem) en 2013 pour leur spectacle La Boîte à musique des Enfoirés.